# Ramaria rubella

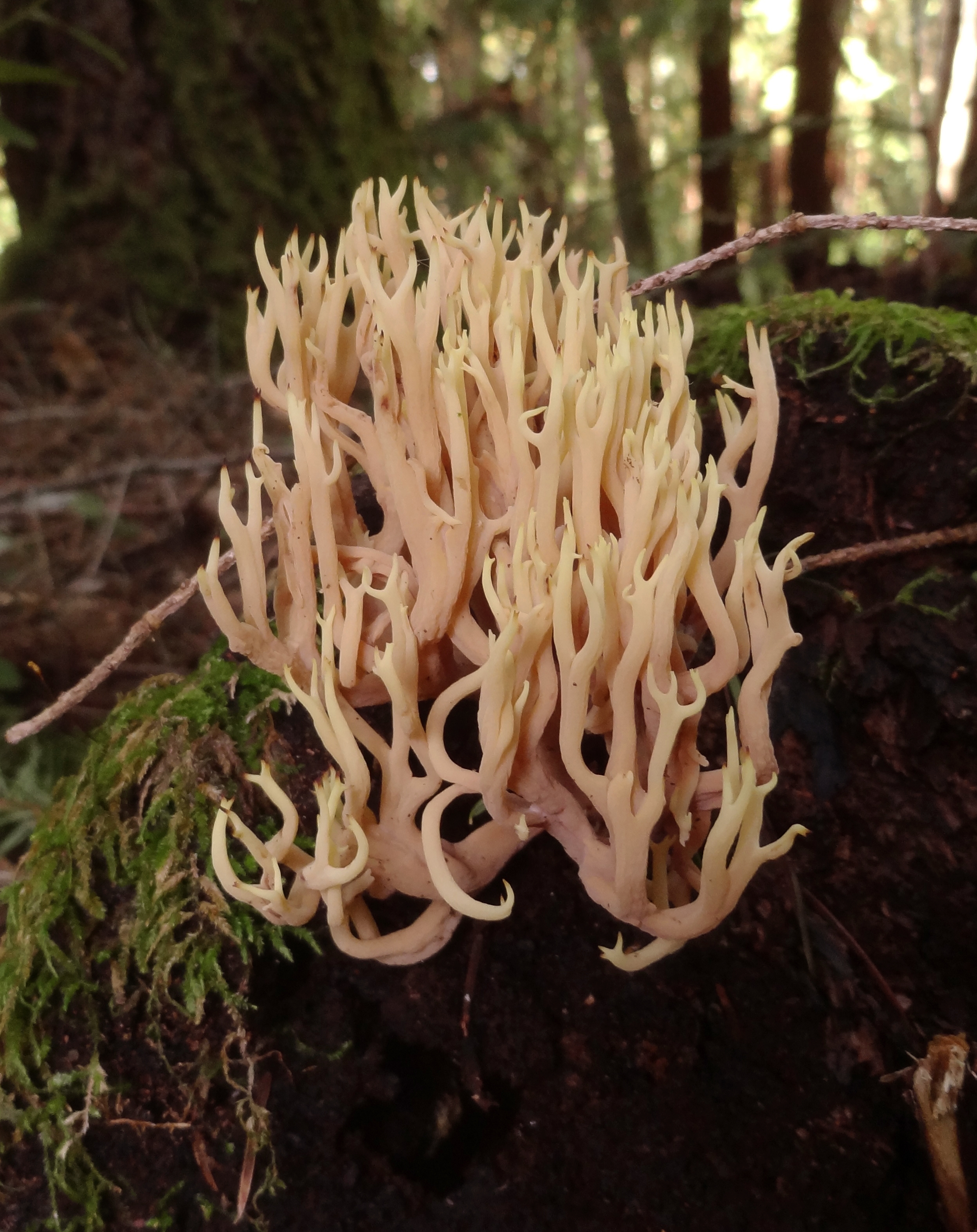

Ramaria rubella Schild – gatunek grzybów należący do rodziny siatkoblaszkowatych (Gomphaceae).

## Systematyka i nazewnictwo
Pozycja w klasyfikacji według Index Fungorum: Ramaria, Gomphaceae, Gomphales, Phallomycetidae, Agaricomycetes, Agaricomycotina, Basidiomycota, Fungi.
Po raz pierwszy opisał go w 1774 r. Jacob Christian von Schaeffer, nadając mu nazwę Clavaria rubella. W 1974 r. Ronald H. Petersen przeniósł go do rodzaju Ramaria. Pozostałe synonimy:
- Clavaria acris Peck 1902 [1901]
- Clavaria condensata var. rubella (Schaeff.) Sacc. 1916
- Clavaria palmata var. rubella (Schaeff.) Pers. 1797
- Clavaria rubella Schaeff. 1774
- Ramaria acris (Peck) Corner 1961
- Ramaria rubella f. blanda R.H. Petersen 1975
- Ramaria rubella var. himalaica K.S. Thind & Sharda 1985[2].

## Morfologia
Owocnik
Klawarioidalny o wysokości do 10 cm, krzaczkowaty, wielokrotnie rozgałęziony o wrzecionowatym pokroju. Trzon pojedynczy lub wielokrotny, na przekroju poprzecznym klapowany, często rozgałęziony od podstawy, u podstawy często pokryty białawą, filcowatą grzybnią, która rozprzestrzenia się na podłożu w promieniu do 1 cm. Części zasłonięte białawe, otoczone siecią delikatnych, sporadycznych, białawych sznurów grzybniowych, które w KOH zmieniają kolor na jasno fioletoworóżowy. Gałęzie liczne, wzniesione do nieco luźnych, zwykle nierównoległe, ale często o nieregularnej wysokości, w dolnej części klapowane, w górnej okrągłe lub spłaszczone, matowe, fioletoworóżowe, płoworóżowe, jasno winnocynamonowe, z wiekiem blaknące i płowe lub cynamonowe, przy dotyku zmieniające barwę na siną lub winną. Górne gałązki są bardziej jaskrawe; rdzawe lub winnordzawe, zakończone ostrymi wierzchołkami, w młodym wieku (przy długości 0,5 mm) białymi, potem tej samej barwy co gałązki. Bez zapachu lub o zapachu lekko anyżowym. Smak początkowo cierpki, potem mocno cierpki.
Cechy mikroskopowe
Podstawki 35–60 × 7–7,5 µm, maczugowate, ze sprzążkami u podstawy, z 4 sterygmami o długości do 7,5 µm długości, smukłe, lekko wygięte. Bazydiospory 6,3–9,5 × 4,1–5,5 µm, szeroko cylindryczne do lekko jajowatych, o chropowatym profilu z gutulami nie załamującymi światła, w kontraście fazowym brązowymi, z wydatnymi, ekscentrycznymi, wydłużonymi wierzchołkami. Mają ścianki o grubości do 0,3 µm, są słabo cyjanofilne, pokryte niskimi, rozproszonymi, silnie cyjanofilnymi, małymi brodawkami i delikatnymi grzbietami pokrywającymi tylko część powierzchni.
Strzępki w sznurach grzybniowych dwóch odrębnych typów: (a) cienkościenne strzępki generatywne o średnicy 2–5 µm, szkliste, z wyraźnymi sprzążkami; (b) strzępki szkieletowe o średnicy 3–4 µm, grubościenne (ściana często całkowicie zasłaniająca światło komórki), wyrastające ze strzępek generatywnych i prawie zawsze kończące się w ten sam sposób (choć rzadko kończące się na ślepo), cyjanofilne, szkliste, z licznymi, napęczniałymi sprzążkami, o średnicy do 35 µm, dość grube (ściana o grubości do 1 µm), gładkie. Strzępki gałęzi górnej o średnicy 2,2–7,5 µm, szkliste, o grubych lub bardzo grubych ściankach (czasami pełne), długokomórkowe, z wyraźnymi, ale nienapęczniałymi sprzążkami, nierównoległe, często zespalające się, cyjanofilne.

## Występowanie i siedlisko
Podano jego stanowiska w Ameryce Północnej i Południowej, Europie i Azji. Brak go w opracowanym w 2003 r. przez Władysława Wojewodę wykazie wielkoowocnikowych grzybów podstawkowych Polski, ale jego stanowiska podano w późniejszych latach. Aktualne stanowiska podaje także internetowy atlas grzybów. Znajduje się w nim na liście gatunków zagrożonych i wartych objęcia ochroną.
Grzyb saprotroficzny rozwijający się na martwym drewnie drzew liściastych i iglastych.